# Шкала космічних відстаней
Шкала космічних відстаней базується на послідовному застосуванні методів, якими астрономи вимірюють відстані до небесних об'єктів. Безпосередні вимірювання космічних відстаней можливі тільки для досить близьких до Землі небесних тіл (до тисячі парсеків). Для найвіддалених об'єктів усі методи визначення відстаней базуються на кореляціях між різними методами з перетином діапазонів застосування. Це означає, що методи вимірювання відстаней для більш віддалених об'єктів калібруються за допомогою методів, застосовних до ближчих небесних тіл. Декілька методів базуються на «стандартних свічках», тобто астрономічних об'єктах, світність яких вважається однаковою і визначається зі спостережень.
Жодна з технік вимірювання відстаней не може охопити весь діапазон космічних масштабів. Замість цього застосовується послідовність методів: спочатку безпосередній метод для найближчих об'єктів, потім наступний метод — для віддаленіших, і так далі. Така прогресія технік нагадує сходинки, на яких кожен наступний крок неможливий без попереднього.

## Безпосередні вимірювання
На найнижчій сходинці космічних відстаней знаходяться фундаментальні вимірювання, у яких відстані визначаються безпосередньо, без будь-яких фізичних припущень щодо природи об'єктів. Такі безпосередні вимірювання космічних відстаней можливі тільки для досить близьких до Землі небесних тіл (до тисячі парсеків), і потребують дуже точних вимірювань положень зірок. Таким вимірюванням положень зірок на небесній сфері займається дисципліна астрометрія.

### Астрономічна одиниця
Безпосередні вимірювання відстаней базуються на точному визначенні відстані між Землею та Сонцем або астрономічної одиниці (а.о.) Вирішальну роль у вимірюваннях а.о. історично склали проходження Венери перед диском Сонця; у першій половині ХХ століття, значну роль також зіграли спостереження за астероїдами. У сучасній астрономії орбіта Землі визначається за допомогою високоточних радарних вимірювань Венери та інших сусідніх планет або астероїдів, а також шляхом відстеження міжпланетних космічних апаратів на їх орбітах навколо Сонця у нашій Сонячній системі. Закони Кеплера забезпечують точні відношення великих напівосей орбіт навколо Сонця, але не дають власне абсолютних значень для розмірів цих орбіт. Радарні вимірювання натомість дають значення в кілометрах для різниці у розмірах орбіт; ця різниця разом з відношенням розмірів дозволяє прямо знайти (середню) відстань від Землі до Сонця. Сьогодні ця відстань відома з похибкою у кілька метрів.

### Паралакс

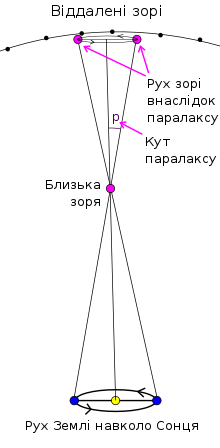
Принцип виникнення паралаксу внаслідок руху Землі орбітою навколо Сонця

Найбільш фундаментальний інструмент для вимірювання відстаней походить від тригонометричного паралаксу. У процесі обертання Землі навколо Сонця положення найближчих зірок виглядають трохи зрушеними відносно далеких фонових об'єктів. Ці мінутні зрушення визначають кути рівнобедреного трикутника з основою 2 а. о. (відстань між двома крайніми положеннями на орбіті навколо Сонця), в той час як дві інші сторони дорівнюють відстані до зірки. Величина зрушення дуже мала, і навіть для найближчих зірок становить долі кутових секунд. Відстань, на якій зрушення дорівнює 1 кутовій секунді становить приблизно 3.26 світлових років і називається парсек (скорочення від «паралакс-секунда»). Величина зрушення обернено пропорційна відстані до об'єкта, тому чим далі знаходиться зірка, тим менше її паралакс. Астрономи переважно вимірюють відстані саме у парсеках, аніж у світлових роках; останні використовуються більше у популярних медіа, де вони переважним чином конвертуються у світлові роки з табульованих значень у парсеках.
Оскільки паралакс зменшується зі збільшенням зоряних відстаней, корисні вимірювання можуть бути виконані тільки для зірок, паралакс яких більший за похибку вимірювання астрономічного інструмента. Вимірювання паралакса звичайно мають похибку у декілька кутових мілісекунд. У 1990-х роках, наприклад, космічний телескоп Гіппаркос отримав паралакси більш ніж сотні тисяч зірок з похибкою приблизно в одну кутову мілісекунду, забезпечивши задовільні відстані для зірок на відстані до декількох сотень парсек. Використання ширококутної камери телескопа Габбл WFC3 має потенціал точності від 20 до 40 кутових мікросекунд, забезпечуючи надійні вимірювання відстаней до 5000 парсеків (20000 св. років).

#### Статистичний паралакс
Зорі можуть мати швидкість відносно Сонця, що проявляється як наявність у них власного руху та радіальної швидкості (переміщення у напрямку до або від Сонця). Перше можна виявити, якщо побудувати положення зорей протягом тривалого інтервала часу (звичайно багатьох років), а друге визначається за допомогою Доплерівського зсуву у спектрі зорі, викликаного її рухом увздовж лінії зору. Для групи зір з одного спектрального класу та одного порядку зоряних величин, середній паралакс може бути визначений зі статистичного аналізу власних рухів відносно їх радіальних швидкостей. Цей статистичний паралакс корисний для вимірювання відстаней до яскравих зір, віддалених на 50 парсеків і більше, а також гігантських змінних зір, включаючи цефеїди та змінні типу RR Ліри.

#### Віковий паралакс
Довгострокове переміщення Сонячної системи у космосі дає значно більшу базу паралаксу, ніж переміщення Землі. Відповідний паралакс називається віковим. Для зір, що обертаються у межах диску Чумацького Шляху, рух Сонячної системи становить приблизно 4 а. о. на рік, у той час як для зірок гало цей рух становить 40 а. о. на рік. Після декількох десятиліть, база може зрости на порядок більше, ніж база між Землею та Сонцем. Віковий паралакс додає вищий рівень невизначеності, тому що відносні швидкості інших зір також невідомі. Цю невизначеність можна зменшити, якщо розглядати віковий паралакс для ансамблю зірок; величина її обернено пропорційна квадратному кореню із кількості зір ансамблю.

#### Груповий паралакс
Для зоряних скупчень відстань можна знайти за методом групового паралаксу. Тільки сусідні невеликі розсіяні зоряні скупчення допускають застосування цього методу. Наразі відстань, отримана для скупчення Гіади є важливим кроком на сходинках шкали космічних відстаней.
Сутність групового паралаксу полягає в тому, що коли якесь зоряне скупчення має помітну швидкість відносно Землі, то за законами проєкції видимі напрямки руху його членів будуть сходитися в одній точці, яка називається радіантом скупчення. Розташування радіанту визначається з власних рухів зір та зсуву їх спектральних ліній, що виникає через ефект Доплера.
Помітний груповий паралакс має лише одне зоряне скупчення — Гіади, але до запуску супутника «Гіппаркос» тільки цим способом можна було відкалібрувати шкалу відстаней для далеких об'єктів.

#### Паралакс розширення
Іноді індивідуальні об'єкти можуть мати фундаментальні властивості, що дозволяють вимірювати відстані до них. Якщо спостерігати розширення газової туманності, такої як, наприклад, залишок наднової зорі або планетарну туманність, протягом довгого часу, то можна помітити паралакс розширення, з якого знаходиться відстань. Подвійні зорі, що є водночас візуально та спектроскопічно подвійними, допускають вимірювання відстаней до них схожими методами. Загальна ідея цих методів у тому, що вимірювання кутового переміщення комбінується з вимірюванням абсолютної швидкості (що одержується з ефекту Доплера). Оцінка відстані тоді витікає із порівняння, як далеко має бути об'єкт, щоб виміряна абсолютна швидкість видавалась рухом із спостереженою кутовою швидкістю.
Паралакси розширення можуть дати фундаментальні оцінки відстаней для об'єктів, які знаходяться дуже далеко, тому що викиди наднових мають великі швидкості розширення та великі розміри (порівняно із зорями). Більше того, вони можуть спостерігатись за допомогою радіотелескопів-інтерферометрів, що можуть вимірювати дуже малі кутові рухи. Це означає, що деякі наднові у інших галактиках мають фундаментальні оцінки відстаней. Такі випадки оцінок дуже рідкі та цінні, тому виграють величезну роль у перевірці узгодженості суміжних методів шкали космічних масштабів.

### Спектроскопічний паралакс
Незважаючи на свою назву, спектроскопічний паралакс спирається не на наявні зміни положення зорі, а на відношення між спектральними характеристиками зорі та її світністю. Метод потребує, щоб зоря була достатньо яскравою для можливості реєстрації її спектру, що для зір головної послідовності на 2013 рік дає припустимий діапазон відстаней до 10000 пк.
У цьому методі вимірюється видима зоряна величина зорі та її спектр, по якому встановлюється абсолютна зоряна величина. Знаючи видиму зоряну величину (m) та абсолютну зоряну величину (М), можна розрахувати відстань (d, у парсеках) до зорі за формулою: {\displaystyle M-m=-5\log {(d/10)}}. Для точніших вимірювань потрібно також врахувати поправку на міжзоряне поглинання.

#### Зорі головної послідовності
На діаграмі Герцшпрунга-Рассела, на якій побудовано абсолютну зоряну величину зір як функцію їх спектрального класу, можна простежити еволюційний шлях зір та співвідношення між їх масою, віком та внутрішнім складом. Зокрема, під час фази ядерного горіння гідрогену, зорі на діаграмі вкладаються на криву, що називається головною послідовністю. Вимірюючи властивості спектру зорі, можна встановити її положення на діаграмі, а разом з тим і її абсолютну світність. Порівнюючи цю світність із видимою зоряною величиною, легко встановити відстань за методом спектроскопічного паралаксу.
У скупченні зірок, такому як наприклад Гіади, зорі формувалися приблизно одночасно, і лежать на приблизно однаковій відстані від Землі. Це дозволяє проводити відносно точні вимірювання як відстаней, так і віку скупчення. Звичайний тригонометричний паралакс на сучасному рівні технологій обмежений відстанями до 500—1000 пк. Він дозволяє відкалібрувати метод спектроскопічного паралаксу за допомогою значної кількості зорь головної послідовності, що присутні на досяжному об'ємі.

#### Ефект Вілсона—Баппу
У холодних зір спектральних класів G, K та М спектральна лінія поглинання кальцію Ca II K є однією з найсильніших. У ядрі цієї лінії лежить слабка емісійна лінія, яка утворюється в хромосфері зорі. У 1957 році Олін Вілсон та Ваїну Баппу виявили просту кореляцію між шириною цієї лінії та абсолютною зоряною величиною зорі. Ця кореляція відома як ефект Вілсона—Баппу: чим ширша лінія, тим яскравішою є зоря. Знаючи абсолютну та видиму зоряну величину можна визначити відстань до зорі.
Хоча теоретично цей метод можна застосовувати до відстаней до 7 Мпк, на практиці він надає надійні результати тільки для відстаней до сотень кілопарсек.

## Стандартні свічки

Ілюстрація методу «стандартних свічок»: чим більш віддаленою є свічка, тим менш яскравою вона виглядає. Аналогічно для «стандартних лінійок»: у даному разі як стандартна відстань використовується відстань між галактиками-супутниками.

Майже всі астрономічні об'єкти, що використовуються як фізичні індикатори відстаней, мають відому фіксовану яскравість. Порівнюючи цю відому світність до наявної світності, або зоряної величини, можна обчислити відстань до об'єкта за законом обернених квадратів. Такі об'єкти з відомою яскравістю називаються стандартними свічками.
В астрономії, яскравість об'єкта задається у термінах його абсолютної зоряної величини (позначається як M). Цю величину визначають як логарифм світності зорі з відстані {\displaystyle d_{0}=10} пк. Якщо відома абсолютна зоряна величина, то формула для визначення відстані d до об'єкта є:
{\displaystyle d=d_{0}10^{\frac {m-M}{5}}}
де m — це видима зоряна величина, тобто та що її фіксує спостерігач. Для того, щоб ця оцінка відстані була достатньо точною, обидві зоряні величини мають бути взяті в однаковому фільтрі частот, а відносний рух у радіальному напрямку має бути відсутній. Потрібно також враховувати міжзоряне поглинання, яке також робить об'єкт темнішим та більш червоним, особливо якщо об'єкт знаходиться у запиленій або газовій області. Різниця між абсолютною та видимою зоряною величиною називається модулем відстані, який приводиться у таблицях для деяких астрономічних відстаней (особливо міжгалактичних).

### Стандартні лінійки
Разом із стандартними свічками використовують інший клас індикаторів фізичних відстаней — стандартні лінійки. Так, у 2008-му році було запропоновано для вимірювання космологічних відстаней використовувати діаметри галактик.

### Проблеми
Для будь-якого класу стандартних свічок, існують дві проблеми. Перша проблема, принципова, полягає в калібруванні, тобто у визначенні абсолютної зоряної величини свічки. Вона потребує існування достатнього числа представників з добре відомими відстанями для обчислення їх абсолютної зоряної величини з достатньою точністю. Друга проблема полягає в розрізненні членів класу, щоб не включити помилково для калібрування стандартних свічок об'єкти, які не належать до цього класу. На екстремальних відстанях, де можливе використання тільки індикаторів відстаней, ця проблема розрізнення може бути доволі серйозною.
Важливою проблемою зі стандартними свічками є питання, наскільки вони насправді є стандартними. Наприклад, усі спостереження вказують на те, що наднові типу Iа, що знаходяться на відомих відстанях, мають майже одну й ту ж саму світність (скоректовану на форму кривої блиску). Причина цієї однаковості наведена нижче; одначе, існує імовірність, що більш віддалені наднові типу Ia мали інші властивості, ніж близькі наднові типу Ia. Використання наднових типу Ia критично для визначення вірної космологічної моделі. Якщо насправді властивості наднових типу Iа відрізняються на великих відстанях, тобто якщо екстраполяція їх калібрування на довільні відстані є невірною, тоді ігнорування цих відмінностей може внести значну систематичну похибку до реконструкції космологічних параметрів, особливо до реконструкції параметра густини матерії.
Це не просто академічні проблеми, як показує приклад з історії вимірювання відстаней за допомогою цефеїд. У 1950-х, Вальтер Бааде з'ясував, що близькі цефеїди, які використовувались для калібрування стандартних свічок, насправді іншого типу ніж ті, що використовуються для вимірювання відстаней до найближчих галактик. Близькі цефеїди належать до популяції I і мають значно вищу металічність, ніж віддалені зорі популяції II. В результаті, зорі популяції II виявляються набагато яскравішими ніж вважалося, і це призвело до переоцінювання відстаней до кулястих зоряних скупчень майже вдвічі, а разом з цим переоцінювання відстаней до найближчих галактик та діаметра нашої галактики Чумацький Шлях.

## Методи визначення відстаней
За незначними винятками, відстані можна виміряти безпосередньо тільки до об'єктів до тисячі парсеків від нас, тобто лише до скромної частини нашої галактики. Для більш віддалених об'єктів, вимірювання спираються на коректність класифікації та однорідність класу об'єктів, які приймаються за індикатори відстані (стандартні свічки або лінійки).

### Перелік фізичних індикаторів відстаней
| Метод                             | Похибка для однієї галактики (з.в.) | Відстань до Скупчення Діви (Мпк) | Діапазон застосування (Мпк) |
| --------------------------------- | ----------------------------------- | -------------------------------- | --------------------------- |
| Цефеїди                           | 0.16                                | 15–25                            | 29                          |
| Нові зорі                         | 0.4                                 | 21.1 ± 3.9                       | 20                          |
| Планетарні туманності             | 0.3                                 | 15.4 ± 1.1                       | 50                          |
| Кулясті скупчення                 | 0.4                                 | 18.8 ± 3.8                       | 50                          |
| Флуктуації поверхневої яскравості | 0.3                                 | 15.9 ± 0.9                       | 50                          |
| D–σ                               | 0.5                                 | 16.8 ± 2.4                       | > 100                       |
| Наднові Ia                        | 0.10                                | 19.4 ± 5.0                       | > 1000                      |

Фізичні індикатори відстаней у порядку застосування до все більших масштабів такі:
- Зорі головної послідовності, до яких застосовується метод спектроскопічного паралаксу.
- Візуально-подвійні зорі, до яких можна застосувати динамічний паралакс. У цьому методі параметри орбіти використовуються для вимірів маси системи, відношення між масою та світностю для вимірювання індивідуальних мас, а потім відома орбітальна відстань між компонентами порівнюється із спостереженою.
  - Затемнювано-подвійні зорі — в останнє десятиріччя, за допомогою телескопів 8-метрового класу стали можливими вимірювання фундаментальних параметрів систем затемнювано-подвійних зорь. Це робить їх придатними для використання як індикаторів відстані. Нещодавно, вони використовувались для уточнення відстаней до ВМХ, ММХ, галактики Андромеди та галактики Трикутника. На сучасному рівні розвитку технологій, затемнювано-подвійні системи дозволяють вимірювати відстані до 3 Мпк з максимальною похибкою до 5 %.[12]
- Змінні типу RR Ліри — червоні гіганти, що використовуються звичайно для вимірювання відстаней у межах галактики та до найближчих кулястих скупчень.
- Наступні чотири індикатори відстаней використовують зорі зі старого зоряного населення (Населення II):[13]
  - Найяскравіші червоні гіганти.
  - Планетарні туманності (англ. PNLF).
  - Кулясті скупчення (англ. GCLF).
  - Флуктуації поверхневої яскравості (англ. SBF).
- Барстери, тобто спалахи рентгенівського випромінювання внаслідок сплесків термоядерної активності на поверхні нейтронних зорь, використовуються як індикатори відстані. На максимумі сплеску, світність таких рентгеновських спалахів досягає межі Едінгтона, яка напряму залежить від маси та радіуса нейтронної зорі (що зазвичай дорівнює приблизно 1.5 соняшних мас). Це практично єдиний метод, що дозволяє вимірювати відстані до деяких подвійних рентгенівських систем малої маси, тому що останні дуже неяскраві в оптичному спектрі.
- Міжзоряні мазери, використовується для галактичних та деяких позагалактичних відстаней.
- Цефеїди та нові зорі.
- Індивідуальні галактики у скупченнях галактик.
- Відношення Таллі-Фішера
- Відношення Фабера-Джексона
- Наднові типу Ia мають дуже добре визначений максимум абсолютної зоряної величини як функцию її форми (за деякими винятками, як наприклад SN 2003fg), і придатні до використання на позагалактичних відстаняд до сотень Мпк.
- Гравітаційні лінзи
- Червоне зміщення та закон Габбла.

### Цефеїди та зорі типу RR Ліри
На цефеїдах і зорях типу RR Ліри єдина шкала відстаней розходиться на дві гілки — шкалу відстаней для молодих об'єктів і для старих. Цефеїди розташовані, в основному, в областях недавнього зореутворення, і тому є молодими об'єктами. Змінні типу RR Ліри тяжіють до старих систем, наприклад, особливо їх багато в кулястих зоряних скупченнях в гало нашої Галактики. Обидва типи зірок є змінними, але якщо цефеїди — недавно утворені об'єкти, то змінні типу RR Ліри — гіганти спектральних класів A-F, що зійшли з головної послідовності і розташовані, в основному, на горизонтальній гілці діаграми «колір-величина» для кулястих скупчень. Однак, способи їх використання як стандартних свічок різні:
- Для цефеїд існує добре відома залежність «Період пульсації — Абсолютна зоряна величина», що пов'язано із тим, що цефеїди мають різні маси.
- Для змінних типу RR Ліри середня абсолютна зоряна величина приблизно однакова і становить {\displaystyle M_{RR}\approx 0.78^{m}}.

Визначення відстаней за цим методом також пов'язано з деякими труднощами, зокрема:
- Необхідно виокремлювати зорі у скупченнях та галактиках. У межах Чумацького Шляху це не становить особливих труднощів, але чим більша відстань, тим менший кут, що розділяє зорі.
- Необхідно враховувати поглинання світла космічним пилом і неоднорідність його розподілу в просторі.

Крім того, для цефеїд залишається серйозною проблемою точне визначення нуль-пункту залежності «Період пульсації — Світність». Протягом XX століття його значення постійно змінювалося, а значить змінювалася і відстань, що вимірюється подібним способом. Світність змінних типу RR Ліри, хоч і майже постійна, але все ж залежить від металічності.

### Червоні гіганти
Найяскравіші червоні гіганти мають однакову абсолютну зоряну величину −3.0m±0.2m, а отже пасують до ролі стандартних свічок. Першим на це звернув увагу Аллан Рекс Сендідж у своїх спостереженнях в 1971-му році. Вважається, що ці зорі або перебувають у верхній точці першого підйому гілки червоних гігантів зірок малої маси (менше сонячної), або лежать на асимптотичній гілці гігантів.
Основною перевагою методу є те, що червоні гіганти віддалені від областей зореутворення і підвищеної концентрації пилу, що сильно полегшує врахування поглинання. Їх світність також украй слабо залежить від металічності, як самих зірок, так і навколишнього середовища.

### Функція світності кулястих скупчень
Функція світності кулястих скупчень відображає розподіл цих скупчень по світностям. Порівнюючи цей розподіл скупчень у складі гало далеких галактик до світності у галактичному скупченні сузір'я Діви, можна достатньо акуратно визначити відстань до галактик.
Першим, хто запропонував кулясті зоряні скупчення для вимірювання відстаней до далеких еліптичних галактик був американський астроном Вільям Баум.
Він порівняв найяскравіші кулясті скупчення у галактиці Virgo A з аналогічними скупченнями в галактиці Андромеди. Виходячи з припущення, що яскравість скупчень однакова, та знаючи відстань до галактики Андромеди, Баум зробив вірогідну оцінку відстані до Virgo A.
Насправді окремі представники класу не є репрезентативними стандартними свічками, тому в наступних дослідженнях використовували функцію розподілу скупчень по світностям.
Кількість кластерів як функцію зоряної величини можна наблизити розподілом Гауса:
{\displaystyle \ \Phi (M)\propto e^{-(M-{\bar {M}})^{2}/\sigma ^{2}}}
де {\displaystyle {\bar {M}}} — пік розподілу, {\displaystyle \sigma \approx 1.4^{m}} — ширина розподілу.

### Функція світності планетарних туманностей
Аналогічно до методу функції світності кулястих скупчень, схожий аналіз можна застосувати до планетарних туманностей (зауважте використання не однієї, а великої кількості туманностей!) у віддалених галактиках. Після їх ідентифікації вимірюється монохроматичний світловий поток у спектральній лінії [O III] λ5007, який має універсальні для планетарних туманностей властивості. Метод вимірювання відстаней за функцією світності планетарних туманностей (англ. PNLF) уперше був запропонований наприкінці 1970-х Г. Колом та Д. Дженнером. Вони припустили, що усі планетарні туманності мають приблизно однакову максимальну світність у спектральній лінії [O III] λ5007, що уможливлює їх застосування як стандартних свічок.
Астроном Д. Г. Джекобі та його колеги пізніше запропонували таку функцію розподілу світностей планетарних туманностей:
{\displaystyle \ N(M)\propto e^{0.307\;M}(1-e^{3(M_{*}-M)})\,.}
де M — абсолютна зоряна величина туманності в спектральній лінії [O III] λ5007, а M* — її максимальне значення (визначається зі спостережень; сучасне значення −4.53m).

### Метод флуктуацій поверхневої яскравості
Цей метод оперує із флуктуаціями наявної яскравості поверхні галактик на фотознімках ПЗЗ. Оскільки галактики складаються із скінченого числа зір, кількість зір, що засвічують окремий піксел, змінюється від пікселя до пікселя, створюючи схожі на шум флуктуації яскравості. При збільшенні відстані до галактик, зображення стає все більш згладженим. Аналізуючи спектр флуктуацій, що вираховується після віднімання зглаженої моделі поверхневої світності галактики, можна досить точно визначити відстань. Метод придатний до відстаней до 100 Мпк.

### Співвідношення Таллі — Фішера

Співвідношення Таллі—Фішера для спіральних (чорний) та лінзоподібних (блакиний колір) галактик.

Це емпіричне співвідношення між світністю спіральної галактики та шириною її емісійних ліній (ширина емісійних ліній є мірою швидкості обертання галактики). Вперше опубліковане 1977-го року американськими астрономами Р. Таллі та Дж. Фішером.
Залежність має такий вигляд:
{\displaystyle L_{B}\propto {v_{max}}^{3}}
де: 
- LB — світність галактики у фільтрі B;
- vmax — максимальне значення швидкості обертання галактики.

Співвідношення Таллі — Фішера можна застосувати для оцінки відстані до спіральної галактики. Для цього треба тільки виміряти ширину її емісійних ліній та порівняти видиму зоряну величину галактики з її світністю, яка визначається зі співвідношення. Метод працює на далеких відстанях — до 1000 Мпк.
Існує декілька форм співвідношення, які відрізняються використанням конкретних реалізацій для виразу абсолютної світності. Таллі і Фішер використовували оптичну світність[джерело?][уточнити], але наступні роботи показали, що співвідношення показує більш тісну кореляцію, якщо взяти сантиметрове радіовипромінювання в К-діапазоні, який краще відстежує зоряний масив галактики. Ще тісніша кореляція спостерігається, якщо узяти повну баріонну масу галактики, тобто додати масу міжзоряного газу.
В останній формі, співвідношення відоме як «баріонне співвідношення Таллі — Фішера», і стверджує, що баріонна маса галактики пропорційна швидкості обертання у степені приблизно 3,5-4.

### Співвідношення Фабер — Джексона
Це емпіричне степеневе співвідношення між світністю еліптичних галактик {\displaystyle L} та дисперсією швидкості зір {\displaystyle \sigma } у їх центрі, вперше помічене американськими астрономами Сандрою М. Фабер та Робертом Е. Джексоном 1976-го року. Залежність виглядає так:
{\displaystyle L\propto \sigma ^{\gamma }}
де індекс {\displaystyle \gamma } дорівнює приблизно 4, але залежить від класу світності галактик, які припасовуються. Співвідношення Фабер — Джексона застосовується для визначення відстаней до еліптичних галактик.

### Наднові

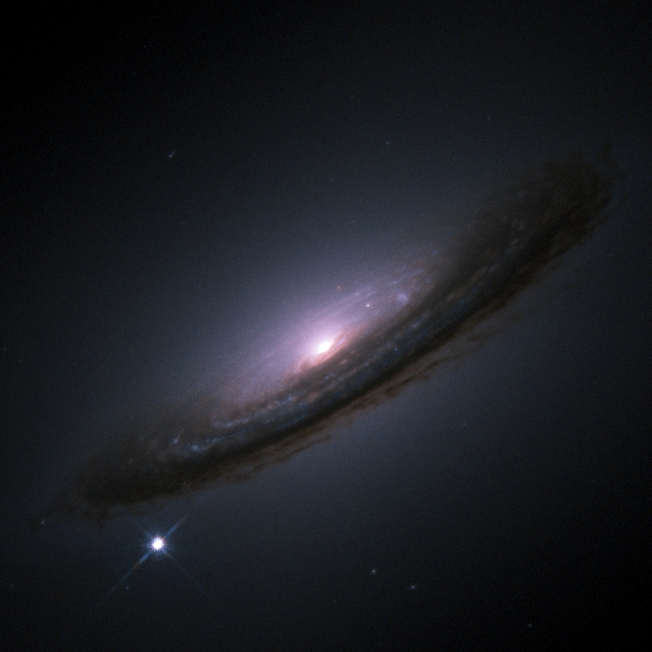
SN 1994D (яскрава точка зліва внизу) у галактиці NGC 4526 (знімок NASA, ESA, проект Габбл, пошук наднових з високим червоним зсувом).

Є декілька методів застосування наднових для вимірювання позагалактичних відстаней. У цьому розділі ми охопимо найбільш популярні.

#### Фотосфера наднової
Якщо наднова знаходиться так близько, що можна виміряти еволюцію кутового розміру θ(t) її фотосфери, то обчислюючі похідну можна знайти кутову швидкість розширення ω:
{\displaystyle \omega ={\frac {\Delta \theta }{\Delta t}}\,.}
Для цього необхідно зробити як мінімум два спостереження з інтервалом часу Δt. Після цього для визначення відстані до наднової d застосовується вираз:
{\displaystyle \ d={\frac {V_{ej}}{\omega }}\,,}
у якому Vej — це радіальна швидкість вибросу наднової (у сферично-симетричному випадку Vej дорівнює Vθ).
Цей метод працює тільки для найближчих наднових, для яких можливе вимірювання розміру фотосфери. Також, слід мати на увазі похибки внаслідок припущень, що фотосфера має сферичну геометрію та випромінює як абсолютно чорне тіло. Сумарна похибка внаслідок недоврахування цих факторів може складати понад 25 %.

#### Наднові типу Ia
Характерна риса наднових типу Ia — подібність кривих блиску та однакова світність у максимумі. Відкриття останнього факту стало можливим після визначення відстані до галактик, в яких відбулися спалахи наднових, за цефеїдами. Власне, тільки після цього стало можливим використання наднових як стандартних свічок.
Наднові типу Ia надають один із найкращих методів вимірювання позагалактичних відстаней. Колискою наднової такого типу є тісна подвійна система, в якій одна або обидві зорі є білими карликами. Енергія вибуху наднових цього типу походить від термоядерних реакцій перетворення легких елементів, а саме кисню та вуглецю — у кремній, а кремнію, в свою чергу — у залізо. У системі, в якій обидві зорі є білими карліками, вибухова реакція трапляється внаслідок їх зіткнення після довгого часу зменшення радіусу орбіти внаслідок втрати енергії за рахунок гравітаційного випромінювання (подвійно-вироджений сценарій). У системі, в якій лише одна зоря є білим карликом, вибух відбувається, коли білий карлик поглинаючи речовину супутника перевищує межу Чандрасекара (близько {\displaystyle 1.4M_{\odot }}, одинарно-вироджений сценарій).
В обох сценаріях, енергія термоядерного вибуху приблизно однакова — 1050 — 1051 ерг. Після термоядерного вибуху наднової вся її речовина розсіюється в космічний простір майже без залишку. Оболонка, яка розлітається, підсвічуються енергією розпаду радіоактивного нікелю 56Ni, який є одним із головних продуктів термоядерного синтезу. Маса радіоактивного нікелю, що утворюється в наднових типу Ia, приблизно однакова й становить {\displaystyle 0.1-0.9M_{\odot }}. Це дає змогу використання Ia як стандартних свічок. Стандартна зоряна величина наднових типу Ia в оптичній смузі В дорівнює:
{\displaystyle \ M_{B}\approx M_{V}\approx -19.3\pm 0.3\,.}
Таким чином, спостерігаючи видиму зоряну величину наднової типу Ia в максимумі блиску можна визначити відстань. Якщо не вдалося зареєструвати момент, коли наднова досягла піку блиску, то можна використати метод мультикольорових кривих блиску (англ. multicolor light curve shape, MLCS) та припасувати форму кривої до стандартної кривої блиску, і таким чином визначити максимум. Цей метод має враховувати міжзоряне поглинання.
Наднові — найяскравіші зі стандартних свічок і їх видно з великої відстані, тому саме їх використовують для уточнення закону Габбла для великих z. Подібним чином, 1998 року дві групи спостерігачів відкрили прискорення розширення Всесвіту. Сьогодні факт прискорення майже не викликає сумнівів, однак, за надновими неможливо точно визначити його величину, тому що похибки все ще дуже великі.
Похибка вимірювання відстаней за цим методом не перевищує 5 %.

### Гравітаційні лінзи

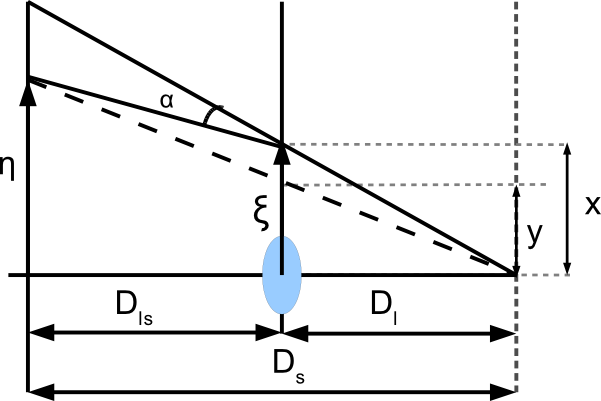
Геометрія гравітаційного лінзування.

Проходячи повз масивне тіло, промінь світла відхиляється. Таким чином, масивне тіло здатне збирати паралельний пучок світла в деякому фокусі, будуючи зображення, причому їх може бути декілька. Це явище називається гравітаційним лінзуванням. Якщо об'єкт, котрий лінзується — змінний і спостерігається кілька його зображень, це відкриває можливість вимірювання відстаней, оскільки між зображеннями будуть різні часові затримки через поширення променів в різних частинах гравітаційного поля лінзи (ефект аналогічний ефекту Шапіро в Сонячній системі).
Якщо як характерний масштаб для координат зображення ξ і джерела η (див. рисунок) у відповідних площинах взяти ξ0=Dl і η0= ξ0Ds/Dl (де D — кутова відстань), тоді можна записувати часове запізнювання між зображеннями номер i та j таким чином:
де x = ξ/ξ0 і y = η/η0 — кутові положення джерела і зображення відповідно, c — швидкість світла, zl — червоний зсув лінзи, а ψ — потенціал відхилення, що залежить від вибору моделі. Вважається, що в більшості випадків реальний потенціал лінзи добре апроксимується моделлю, в якій речовина розподілена радіально симетрично, а потенціал перетворюється в нескінченність. Тоді час затримки визначається за формулою:
Однак, на практиці чутливість методу до виду потенціалу гало галактики істотна. Так, виміряне значення H0 по галактиці SBS 1520+530 залежно від моделі коливається від 46 до 72 км/(с Мпк).

### Співвідношення D-σ
Це співвідношення пов'язує кутовий діаметр галактики (D) із дисперсією швидкості (σ) й застосовується до еліптичних галактик. Співвідношення має такий вигляд:
{\displaystyle D=C\;\sigma ^{1.333},}
де С — певна константа.
Для вимірювання відстаней за співвідношенням D-σ важливе точне визначення кутового діаметра (D): це кутовий діаметр на рівні, де її поверхнева яскравість в оптичній смузі В спадає до 20,75 з.в. на квадратну кутову секунду. Поверхнева яскравість не залежить від відстані до галактики (d), тоді як кутовий діаметр (D) обернено пропорційний квадрату відстані d. Тому співвідношення D-σ базується не на стандартних свічках, а на стандартних лінійках.
Цей метод має значний потенціал, можливо перевищуючи за діапазоном навіть метод Таллі — Фішера. На сьогодні[коли?] він грубо відкалібрований, тому що для сучасних технологій еліптичні галактики не є досить яскравими для точнішого калібрування (такого як, наприклад, за зорями типу RR Ліри).

## Перекриття та калібрування методів
Для визначення відстані до галактик потрібно мати добре відкалібровану послідовність індикаторів відстаней. Але головна проблема полягає в тому, що об'єкти, які достатньо яскраві для їх визначення на далеких відстанях, дуже рідкісні або взагалі не існують поблизу, тож екземплярів для калібрування зовсім небагато. Наприклад, цефеїди, — одні з найкращих індикаторів відстані до спіральних галактик, — не можуть бути відкалібровані за паралаксом. Ситуація ускладнюється тим, що різні зоряні населення можуть не мати представників усіх зоряних типів. Наразі цефеїди — дуже масивні зорі з коротким віком, тож їх можна знайти тільки там, де зорі утворювалися нещодавно. Скажімо, в еліптичних галактиках, де зореутворення давно припинилося, не можна відшукати цефеїд. Для таких галактик залишаються лише індикатори відстані, які належать до старшого зоряного населення, наприклад нові зорі або змінні типу RR Ліри. Але останні не такі яскраві, як цефеїди, і їх неможливо розгледіти з великої відстані (як цефеїди), а нові зорі непередбачувані: для надійних вимірів потрібно мати інтенсивну програму моніторингу та неабияку вдачу.
Таким чином, далекі космічні відстані залежать від вимірювань близьких, і вони успадковують усі похибки вимірювань на близькій відстані, — як систематичні, так і випадкові. У результаті такого поширення похибки, відстані в астрономії рідко відомі з таким рівнем точності, як в інших науках. Точність вимірювань для віддаленіших об'єктів завжди гірша.
Інша проблема, особливо для найяскравіших стандартних свічок, — це їхня «стандартність»: наскільки однорідними є такі об'єкти за абсолютною зоряною величиною? Для багатьох класів стандартних свічок однорідність базується на теоріях утворення та еволюції зір і галактик, і тому є предметом невизначеності в цих аспектах. Для найяскравіших індикаторів відстані — наднових типу Ia — ця однорідність не зовсім задовільна, але жодний інший клас об'єктів не може змагатися за яскравістю на тих великих відстанях, на яких вони застосовуються. Цей клас стандартних свічок корисний головним чином тільки тому, що йому немає альтернативи.
Результат спостережень закону Габбла є продуктом застосування космічної шкали відстаней. Габбл відкрив, що тьмяніші галактики мають більший червоний зсув. Визначення сталої Габбла було результатом десятиріч праці багатьох астрономів, а саме накопичення результатів вимірювання галактичних червоних зсувів та калібрування різних масштабів космічної шкали. Сучасний закон Габбла — це єдиний засіб, який ми маємо для вимірювання відстаней до квазарів та далеких галактик, у яких неможливо виявити ніяких індивідуальних індикаторів відстаней.